# Cary-Hiroyuki Tagawa
Cary-Hiroyuki Tagawa (田川 洋行?, Tagawa Hiroyuki; Tokyo, 27 settembre 1950) è un attore giapponese naturalizzato statunitense e russo.

## Biografia

### Primi anni
Cary-Hiroyuki Tagawa nasce a Tokyo, figlio di una attrice giapponese e di un padre nippo-americano soldato della United States Army, che era stato di stanza a Fort Bragg, Fort Polk e Fort Hood. Ha iniziato a recitare mentre frequentava la Duarte High School di Duarte in California ed ha frequentato la University of Southern California.

### Carriera
La carriera di Tagawa inizia nel 1986 recitando nel film Risposta armata con David Carradine e Lee Van Cleef. L'anno successivo arriva la svolta per la sua carriera d'attore, viene infatti inserito nel cast del film L'ultimo imperatore nel ruolo dell'eunuco Chang. Nel 1989, dopo aver partecipato come guest star ad alcune serie televisive, partecipa al film su James Bond 007 - Vendetta privata nel ruolo di Kwang, un agente sotto copertura della Hong Kong Narcotics Board. Nel 1991 recita a fianco di Dolph Lundgren e Brandon Lee nel film d'azione Resa dei conti a Little Tokyo dove interpreta il ruolo del boss della Yakuza Funekei Yoshida.
Nel 1993 recita nel film Sol levante accanto a Sean Connery e Wesley Snipes ed entra inoltre a far parte del cast principale della serie televisiva di breve durata Space Rangers. La serie è stata cancellata nel 1994 dopo appena sei episodi. Nel 1995 ottiene uno dei ruoli per cui è maggiormente conosciuto dal grande pubblico, ossia quello del malvagio stregone Shang Tsung nel film Mortal Kombat, mentre l'anno successivo recita in un ruolo importante nel film The Phantom ed entra a far parte del cast principale della serie televisiva Nash Bridges. Nel 1999 recita nel ruolo del protagonista Johnny Tsunami nel film Disney per la televisione Johnny Tsunami - Un surfista sulla neve. Riprenderà ad interpretare lo stesso ruolo anche nel 2007 nel seguito Johnny Kapahala - Cavalcando l'onda.
Negli anni 2000 ha recitato in ruoli importanti in molti film, tra cui bisogna ricordare Pearl Harbor (2001), Planet of the Apes - Il pianeta delle scimmie (2001), Elektra (2005), Memorie di una geisha (2005) e Hachiko - Il tuo migliore amico (2009). Nel 2010 ha partecipato al film Tekken nel ruolo di Heihachi Mishima, ruolo che riprenderà anche nel sequel del 2014 Tekken 2: Kazuya's Revenge. Entrambi i film sono tratti dalla omonima serie di videogiochi sviluppata da Namco. Nel 2015 entra nel cast della serie televisiva L'uomo nell'alto castello, prodotta da Amazon Studios, interpretando il ministro del commercio nel ministero giapponese di San Francisco, Nobusuke Tagomi. Sempre nello stesso anno è inoltre co-protagonista del film Little Boy diretto da Alejandro Gómez Monteverde.

### Vita privata
Nel 2015 si è convertito alla Chiesa ortodossa russa e dal 2016 possiede anche la cittadinanza russa.

## Filmografia parziale

### Attore

#### Cinema
- Risposta armata (Armed Response), regia di Fred Olen Ray (1987)
- L'ultimo imperatore (The Last Emperor), regia di Bernardo Bertolucci (1987)
- A prova di proiettile (Bulletproof), regia di Steve Carver (1988)
- Spellbinder, regia di Janet Greek (1988)
- I gemelli (Twins), regia di Ivan Reitman (1988)
- Gli ultimi guerrieri (Coastwatcher), regia di Martin Wragge (1989)
- 007 - Vendetta privata (Licence to Kill), regia di John Glen (1989)
- Kickboxer 2 - Vendetta per un angelo (Kickboxer 2), regia di Albert Pyun (1991)
- Arma perfetta (The Perfect Weapon), regia di Mark DiSalle (1991)
- Resa dei conti a Little Tokyo (Showdown in Little Tokyo), regia di Mark L. Lester (1991)
- American Me - Rabbia di vivere (American Me), regia di Edward James Olmos (1992)
- Cyborg - La vendetta (Nemesis), regia di Albert Pyun (1992)
- Sol levante (Rising Sun), regia di Philip Kaufman (1993)
- Natural Causes, regia di James Becket (1994)
- Il prezzo della vita (Picture Bride), regia di Kayo Hatta (1994)
- Mortal Kombat, regia di Paul W. S. Anderson (1995) – Shang Tsung
- Soldier Boyz, regia di Louis Morneau (1995)
- The Phantom, regia di Simon Wincer (1996)
- Danger Zone, regia di Allan Eastman (1996)
- Top of the World, regia di Sidney J. Furie (1997)
- Vampires, regia di John Carpenter (1998)
- Provocateur - La spia (Provocateur), regia di Jim Donovan (1998)
- Il ponte del dragone (Bridge of Dragons), regia di Isaac Florentine (1999)
- La neve cade sui cedri (Snow Falling on Cedars), regia di Scott Hicks (1999)
- L'arte della guerra (The Art of War), regia di Christian Duguay (2000)
- Pearl Harbor, regia di Michael Bay (2001)
- Planet of the Apes - Il pianeta delle scimmie (Planet of the Apes), regia di Tim Burton (2001)
- Elektra, regia di Rob Bowman (2005)
- The Sand Island Drive-In Anthem, regia di Ryan Kawamoto – cortometraggio (2005)
- Memorie di una geisha (Memoirs of a Geisha), regia di Rob Marshall (2005)
- The Slanted Screen, regia di Jeff Adachi (2006) – Se stesso
- Balls of Fury - Palle in gioco (Balls of Fury), regia di Robert Ben Garant (2007)
- Lost Warrior: Left Behind , regia di Erken Ialgashev (2008)
- Hachiko - Il tuo migliore amico (Hachiko: A Dog's Story), regia di Lasse Hallström (2009)
- Tekken, regia di Dwight H. Little (2010) – Heihachi Mishima
- Overture, regia di Jake Kramer – cortometraggio (2010)
- 47 Ronin, regia di Carl Rinsch (2013)
- Tekken 2: Kazuya's Revenge, regia di Wit Kaosainan (2014) – Heihachi Mishima
- Little Boy, regia di Alejandro Gómez Monteverde (2015)
- Sky Sharks, regia di Marc Fehse (2020)

#### Televisione
- MacGyver – serie TV, episodio 2x17 (1987)
- I Colby (The Colbys) – serie TV, episodio 2x22 (1987)
- Star Trek: The Next Generation – serie TV, episodi 1x01-1x02 (1987)
- Miami Vice – serie TV, episodi 4x09-5x07 (1987-1989)
- Sei solo, agente Vincent (L.A. Takedown), regia di Michael Mann – film TV (1989)
- Baywatch – serie TV, episodio 2x13 (1992)
- Raven – serie TV, episodi 1x01-1x03 (1992)
- Renegade – serie TV, episodio 1x14 (1993)
- Space Rangers – serie TV, 6 episodi (1993-1994)
- Nash Bridges – serie TV, 12 episodi (1996)
- Sabrina, vita da strega (Sabrina The Teenage Witch) – serie TV, episodio 1x10 (1996)
- Stargate SG-1 – serie TV, episodio 1x04 (1997)
- Johnny Tsunami - Un surfista sulla neve (Johnny Tsunami), regia di Steve Boyum – film TV (1999)
- Walker Texas Ranger (Master Ko) – serie TV, episodio 8x18 (2000)
- Baywatch - Matrimonio alle Hawaii (Baywatch: Hawaiian Wedding), regia di Douglas Schwartz – film TV (2003)
- Hawaii – serie TV, 8 episodi (2004)
- Faith of My Fathers, regia di Peter Markle – film TV (2005)
- Johnny Kapahala - Cavalcando l'onda (Johnny Kapahala: Back on Board), regia di Eric Bross – film TV (2007)
- Heroes – serie TV, episodi 2x06-2x07 (2007)
- Ghost Voyage, regia di James Oxford – film TV (2008)
- Beyond the Break - Vite sull'onda (Beyond the Break) – serie TV, episodi 3x08-3x09 (2009)
- Hawaii Five-0 – serie TV, episodi 1x13-2x11 (2011)
- Revenge – serie TV, 6 episodi (2012-2013)
- Mortal Kombat: Legacy – webserie, 3 webisodi (2013) – Shang Tsung
- Teen Wolf – serie TV episodio 3x17 (2014)
- L'uomo nell'alto castello (The Man In The High Castle) – serie TV, 29 episodi (2015-2018)
- Lost in Space – serie TV, 5 episodi (2018)
- NCIS: Los Angeles – serie TV episodio 13x02 (2021)

### Doppiatore
- Teen Titans: Trouble in Tokyo, regia di Michael Chang, Ben Jones e Matt Youngberg – film d'animazione (2006)
- Kubo e la spada magica (Kubo and the Two Strings), regia di Travis Knight (2016)
- Mortal Kombat 11 – videogioco (2019)
- DuckTales – serie animata, episodio 3x06 (2020)

## Doppiatori italiani
Nelle versioni in italiano delle opere in cui ha recitato, Cary-Hiroyuki Tagawa è stato doppiato da:
- Francesco Pannofino in Agente 007 - Vendetta privata, Mortal Kombat, Soldier Boyz II
- Sandro Iovino in Resa dei conti a Little Tokyo, Sol levante
- Massimo Corvo in The Phantom
- Piero Tiberi in Danger Zone
- Angelo Nicotra in Vampires
- Mino Caprio in Provocateur - La spia
- Eugenio Marinelli in L'arte della guerra
- Massimo Lodolo in Planet of the Apes - Il pianeta delle scimmie
- Pierluigi Astore in Elektra
- Tony Sansone in Balls of Fury - Palle in gioco
- Antonio Sanna in Hachiko - Il tuo migliore amico
- Saverio Moriones in Tekken
- Vittorio Stagni in Star Trek: The Next Generation
- Carlo Cosolo in Nash Bridges
- Sandro Sardone in Johnny Tsunami - Un surfista sulla neve
- Roberto Draghetti in Baywatch - Matrimonio alle Hawaii
- Hal Yamanouchi in L'uomo nell'alto castello
- Paolo Lombardi in 47 Ronin
- Renato Cortesi in NCIS: Los Angeles
- Ambrogio Colombo in Lost in Space

Da doppiatore è sostituito da:
- Paolo Marchese in Kubo e la spada magica